# Nozem

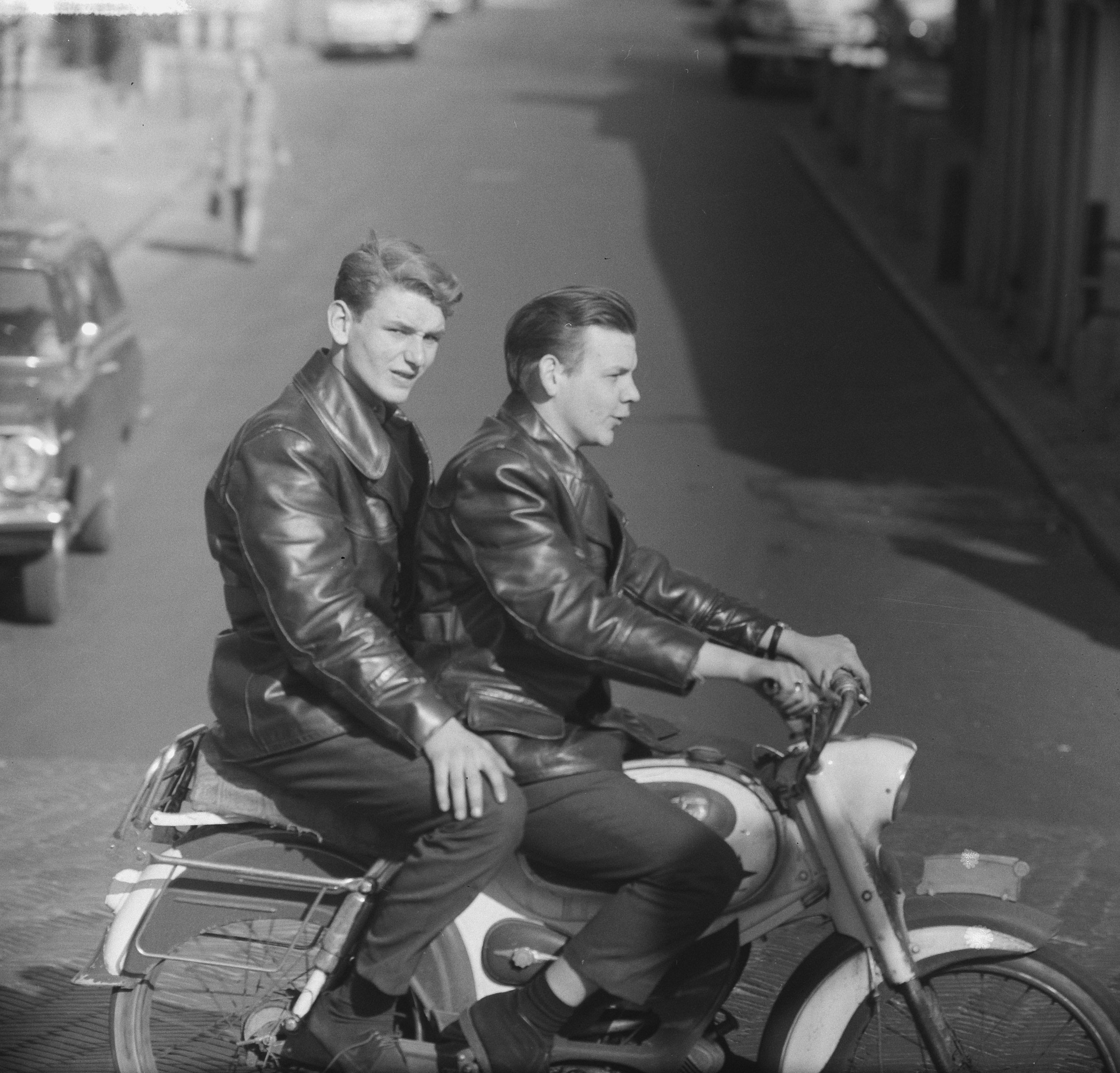
Twee nozems op een bromfiets (1965)

Nozem is een Nederlands woord dat werd geïntroduceerd in 1955. Hiermee werd een destijds nieuw type jongere aangeduid: zelfbewust en voor zichzelf opkomend, gekleed in spijkerbroek en leren jack en vaak een vetkuif, met een voorkeur voor een bepaald type bromfiets. Het was waarschijnlijk de eerste Nederlandse vorm van een subcultuur waarin mensen zich gingen afzetten tegen de normen en waarden van hun ouders en de dan heersende tijdsgeest. In het Etymologisch Woordenboek van het Nederlands wordt het woord omschreven als 'probleemjongere, opstandige jongere'. Maar waarschijnlijker is, dat het door de toen heersende burgerlijke moraal als problematisch werd beschouwd, omdat de jongeren van toen onder een keurslijf probeerden uit te komen.

## Jeugdcultuur

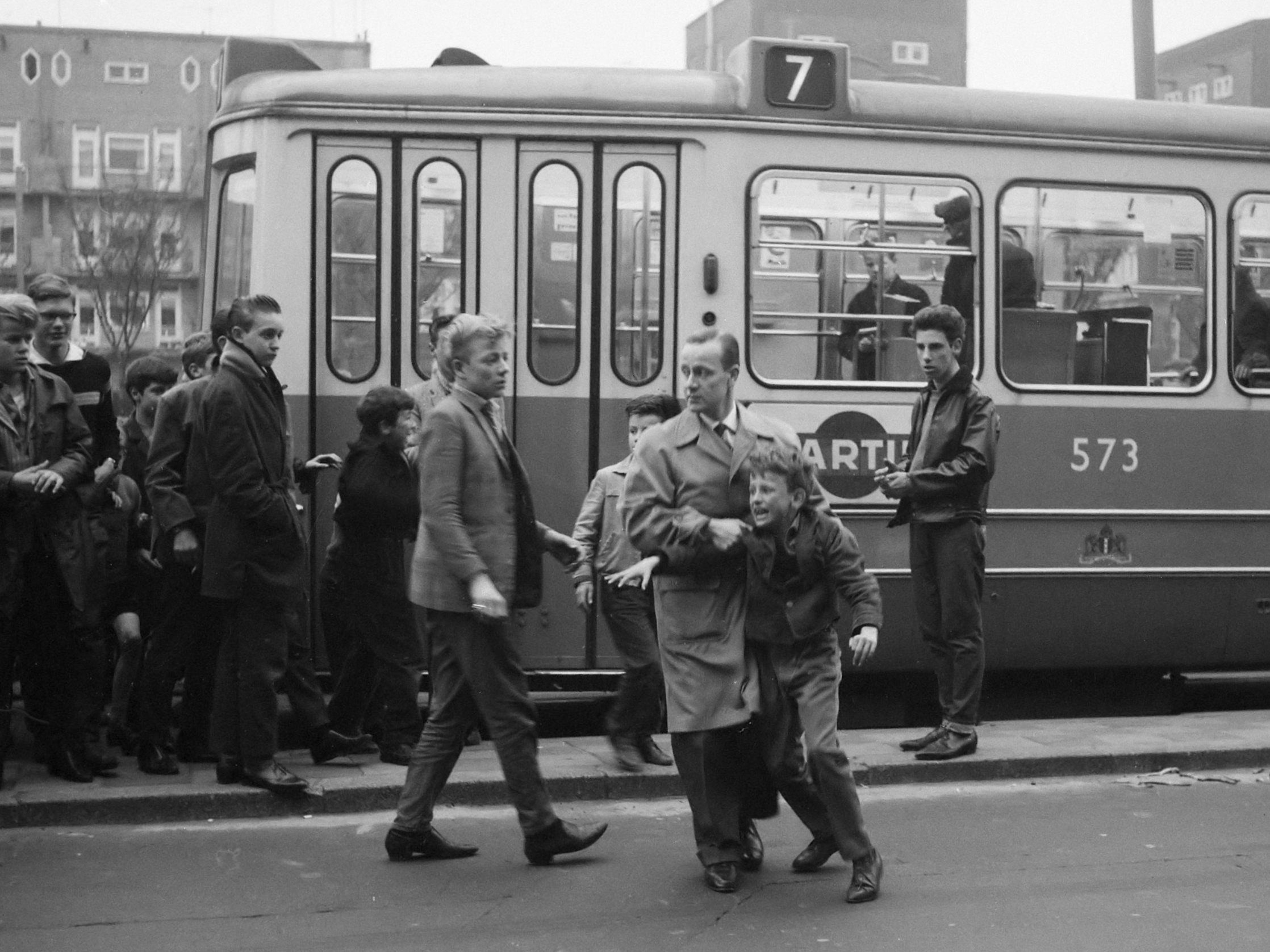
Nozems verstoren twee minuten stilte tijdens de Dodenherdenking. De politie grijpt in. (1962)

De nozem is een eerste voorbeeld van wat later jeugdcultuur zal gaan heten. Voor het eerst gaan grote groepen jongeren uit de arbeidersklasse beschikken over eigen geld. De muziek die in de Verenigde Staten voor deze doelgroep wordt gemaakt, de rock-'n-roll, komt ook in Europa beschikbaar via films, grammofoonplaten en Radio Luxembourg.
Verveling en groepsgedrag van de nozems in de grote steden leiden niet zelden tot vandalisme en geweld. Het woord krijgt dan ook steeds meer een negatieve lading.
Al in 1955 maken de Nederlandse journalist Jan Vrijman en fotograaf Ed van der Elsken een serie reportages voor het weekblad Vrij Nederland met als titel 'De nozems van de Nieuwendijk'.
In 1958 schrijft Louis Paul Boon de reportage Op zoek naar de nozems. "Gij interesseert u aan de jeugd? Het schijnt een nieuw spel te zijn. Iedereen interesseert zich aan ons, ik zou weleens willen weten waarom?" laat hij een nozem zich afvragen.
De latere Groningse jeugdpsychiater Gerrit Mik publiceerde in 1960 een boekje Onze nozems en promoveerde in 1965 op het proefschrift Dissociaal gedrag bij jongens in de puberteit.
Ook in 1965 promoveerde de latere criminoloog Wouter Buikhuisen op het proefschrift Achtergronden van nozemgedrag. In zijn studie introduceert hij de term provo. Daarna raakt het begrip nozem in onbruik doordat de jeugdcultuur andere vormen en gedaanten aanneemt.

## Oorsprong van het woord nozem
De etymologie van nozem is niet geheel zeker, al wordt wel aangenomen dat dit woord in de jaren 1920 aan het Bargoens werd ontleend. Het Woordenboek der Nederlandsche Taal schrijft dat de oudste vorm van het woord nootsum is wat groentje betekent. In die vorm wordt het in 1935 gebruikt door Willem van Iependaal in zijn Polletje Piekhaar. Een conservator van de bibliotheca Rosenthaliana lanceerde in 1955 de theorie dat het woord afkomstig is van nezem zahaw beaf chazir, een gouden ring door de neus van een varken, uit het Bijbelboek Spreuken. Een andere veelgehoorde, maar onwaarschijnlijke verklaring is dat het woord een acroniem zou zijn van 'Nederlands Onderdaan Zonder Enige Manieren' of 'Nederlands Onderdaan Zonder Enig Moraal'
De (her)introductie van het woord in de jaren vijftig en zestig van de twintigste eeuw wordt geclaimd door Jan Vrijman, die in 1955 een stuk in Vrij Nederland schreef onder de titel De nozems van de Nieuwendijk en die in 1962 schreef: "Het (fenomeen) bestond, ik heb er alleen vijf letters aan gegeven. De filosofie van de nozem hield in: weg met de waarde van gisteren. Er is geen zin, alles is toeval. Het is een praktische filosofie, maar ik was intelligent en vooral dialectisch genoeg om er de psychologie bij te betrekken."
Het woord "nozem" is een van de eigen taalvondsten om een sociologische ontwikkeling bij de jeugd aan te duiden.
Ook het woord brozem kwam voor en wel als samenvoeging van "bromfiets" en "nozem". In de jaren zestig werd deze naam gebruikt om groepen "brommende" jongeren aan te duiden.

## Dijkers en pleiners
Er waren eind jaren vijftig en begin jaren zestig in Amsterdam twee groepen jongeren, die resp. "dijkers" en "pleiners" genoemd werden.
In Den Haag werden deze groepen "Kikkers" en "Bullen" (of "Plu") genoemd, in Utrecht "Sjorsklanten" en "Rockers" en in Hilversum "Natnekkers" en "Vetkuiven".
Dijkers schoolden samen op de Nieuwendijk, en voldeden aan de beschrijving hierboven van de nozem. Hun kapsel, dat voortdurend met behulp van vette Brylcreem in de plooi moest worden gekamd, kan worden omschreven als vetkuif, naar het voorbeeld van Elvis Presley. Hun bromfiets, bij voorkeur van het merk Zündapp of Kreidler, was voorzien van een 'buddy-seat', een doorlopend zadel voor berijder en passagier, waar ofwel een hoog-opgetoupeerde vriendin in petticoat in amazonezit achterop zat, of de berijder in race-houding zelf, aldus het gehele zadel in beslag nemend en daarmee zijn bromfiets het predicaat "buikschuiver" verlenend.
Pleiners schoolden samen op het Leidseplein, in het bijzonder in de cafés Eijlders en Reynders. Zij waren meer alternatief gekleed (zie lemma Artistiekeling), bij voorkeur in het zwart, naar voorbeeld van de Parijse existentialisten, niet zelden pijprokend, voorzien van snor en/of baard, zonnebril en een caesarkapsel, naar Julius Caesar. Haagse evenknieën de "kikkers" droegen groene parka's of zwarte PTT-capes en halfhoge bruine Clark-schoenen. Hun vriendin leek op de Franse zangeres Françoise Hardy, met koolzwarte ogen en een lang blond sluik kapsel.
De bromfiets van de kikker, bij voorkeur een Puch of zijn armere broertje Tomos, was voorzien van een zeer hoog stuur, waardoor de berijder, in tegenstelling tot de dijker op zijn buikschuiver, juist achterover aan zijn stuur hing. De Puchcultus begon eind jaren 1950 in Den Haag en verspreidde zich via Utrecht en het Gooi door geheel Nederland.
In het wereldje van de dijkers speelt zich de ""Amsterdamse politieroman" De Gelaarsde Kater van Janwillem van de Wetering af (1976), het derde boek in de serie over de speurders Grijpstra en De Gier.

### Confrontaties
Het kwam wel tot confrontaties tussen pleiners en dijkers, maar nooit zo gewelddadig en dodelijk als de strijd tussen de gangs in de Verenigde Staten.
In Den Haag woedde er jarenlang een hevige rivaliteit tussen de Kikkers en Bullen. In de zomer van 1996 werd er tussen vertegenwoordigers van beide groepen alsnog een symbolisch verdrag bekend als "De Vrede van Den Haag" getekend.

## De jeugd in het geding
In 1959 verscheen de studie De jeugd in het geding van D.E. Krantz en E.V.W. Vercruijsse. "De directe aanleiding tot het onderzoek," aldus het boek, "(...) was het optreden van het jeugdige publiek tijdens een jazz-concert van Lionel Hampton in de Apollohal te Amsterdam." Ze komen tot de voor die tijd opmerkelijke conclusie dat niet de "losgeslagen jongeren" het probleem vormden, maar de bekrompen ouderen door "(...) de toelaatbaarheidsgrenzen voor het gedrag van de jeugd zo nauw (te) trekken (...). Het wordt zaak de bezorgde volwassenen ervan te overtuigen, dat het nodig is de grenzen van het toelaatbare te verwijden en het gedrag van bepaalde groepen jongeren als een aanvaardbare variatie op het algemene patroon te beschouwen."

## Varia
- Een enigszins vergelijkbare groep in andere landen vormden de "greasers" en "rockers" en "teddy boys" in onder meer Engeland, de "Halbstarke(n)" in Duitsland en de "blousons noirs" in Frankrijk.
- De nozem en de non is een bekend lied van Cornelis Vreeswijk uit 1966.